# Bletterans
Bletterans é uma comuna francesa na região administrativa de Borgonha-Franco-Condado, no departamento de Jura. Estende-se por uma área de 7,97 km². Em 2010 a comuna tinha 1 501 habitantes (densidade: 188,3 hab./km²).